# 細擬長鰍
細擬長鰍為輻鰭魚綱鯉形目鰍科的其中一種，為熱帶淡水魚，分布於亞洲湄公河及湄南河流域，體長可達6公分，棲息在水流快速、砂礫底質或水流緩慢、沙泥底質的溪流，以底棲性無脊椎動物為食，生活習性不明。

## 扩展阅读
維基物種上的相關：細擬長鰍